# Tobias Englmaier
Tobias Englmaier (* 29. ledna 1988 Mnichov) je německý zápasník–judista.

## Sportovní kariéra
S judem začal v 5 letech v Landsbergu nedaleko Mnichova. Připravuje se v Mnichově v klubu TSV Großhadern pod vedením Richarda Trautmanna a Ralfa Matusche. V německé seniorské reprezentaci se prosazuje od roku 2010 v nejnižší superlehké váze. V roce 2012 se kvalifikoval na olympijské hry v Londýně, kde vypadl v prvním kole s Arménem Ovanesem Davtjanem po submisi škrcením. V roce 2016 se kvalifikoval na olympijské hry v Riu. V úvodním kole zachránil zápas se Španělem Franciscem Garrigósem v posledních sekundách výpadem ippon-seoi-nage na yuko. V dalším kole však nestačil na domácího Brazilce Felipe Kitadaie, kterému podlehl na yuko po technice o-uči-gari.

### Vítězství
- 2010 – 1× světový pohár (Lisabon)

## Výsledky
| Olympijské hry     | —  |   |     |     | úč. |     |     |    | úč. |  |  |  |  |  |  |  |  |  |  |  |  |  |  |
| Mistrovství světa  |    | — | úč. | úč. |     | úč. | —   | —  |     |  |  |  |  |  |  |  |  |  |  |  |  |  |  |
| Evropské hry       |    |   |     |     |     |     |     | 7. |     |  |  |  |  |  |  |  |  |  |  |  |  |  |  |
| Mistrovství Evropy | —  | — | —   | 5.  | —   | —   | úč. | 7. | —   |  |  |  |  |  |  |  |  |  |  |  |  |  |  |
| ME do 23 let       | 7. | — | —   |     |     |     |     |    |     |  |  |  |  |  |  |  |  |  |  |  |  |  |  |